# Dəlləkli (Quba)
Dəlləkli è un comune dell'Azerbaigian situato nel distretto di Quba. Conta una popolazione di 826 abitanti.